# Ян Петрицій
Ян Петрицій (пол. Jan Innocenty Petrycy) (1592 — †1641) — польський львівський міщанин, ерудит, медик, письменник, перший офіційний історіограф Краківської академії. Син Себастяна Петриція. Докторський ступінь отримав у Болоньї. 1620 став професором медицини і вимови в Краківській академії, 1621 офіційним історіографом академії. Написав лат. „Historia rerum in Polonia gestarum anno 1620” (1622), лат. „Comitia Sapientium” (1628), лат. „Princeps Polonus” (1633) з присвятою Владиславові Заславському тощо. Крім історичних праць є автором розвідки: «Про води Дружака і Ленховської» (пол. "O wodach w Drużaku i Łęchowskiej").